# 수요집회
수요집회(水曜集會)는 일본군 '위안부'의 문제 해결을 요구하는 집회이다. 공식 명칭은 일본군 성노예제 문제 해결을 위한 정기 수요시위(日本軍 慰安婦 問題 解決을 爲한 定期 水曜示威)이다. 대한민국 주재 일본 대사관 앞에서 매주 수요일에 열린다. 한국정신대문제대책협의회(약칭 정대협)은 연중 집회 참가 인원을 5만여 명으로 추산했다. 1992년 1월에 시작된 이래 500회가 된 2002년 3월, 단일 주제로 개최된 집회로는 세계 최장 기간 집회 기록을 갱신하였으며 이 기록은 매주 갱신되고 있다.

## 역사
1992년 1월 8일, 미야자와 기이치 일본 총리의 대한민국 방문을 앞두고 시작되었으며 그후로 정기적인 시위로 발전하였다. 수요시위는 정대협이 주최하고, 여성단체와 시민사회단체, 학생들, 풀뿌리 모임, 평화단체, 종교계 등 시민들이 시위를 기획하여 이끌었는데, 일본에서 방문한 평화활동가를 포함하여 외국인들의 참여도 많았다.
1. 일본군 '위안부' 범죄 인정
2. '위안부' 진상 규명
3. 일본 국회의 사죄
4. 법적 배상
5. 역사교과서 기록
6. 위령탑 및 사료관 건립
7. 책임자 처벌

수요시위는 위의 조건들을 요구하면서 대한민국 주재 일본 대사관 앞에서 공휴일을 제외하고 이루어졌다. 다만, 1995년 일본 고베 대지진과 2011년 동일본 대지진 때에는 지진 희생자들에게 위로를 건네는 것으로 시위를 대신했다.
2016년 2월 15일까지의 조사결과, 대한민국 정부에 등록된 일본군 '위안부' 피해자 238명 중 193명이 사망하였고 45명이 생존해 있었으며, 일본 정부는 수요시위나 정대협의 요구 사항에 대해 공식적인 반응을 내놓지 않았다.
2011년 12월 14일, 6.15 공동선언실천 남측위원회 여성본부는 “일본군 '위안부' 문제 해결 위해 남북여성들이 협력한다”라는 《남북여성 공동결의문》을 발표하였는데, 이들은 “일본군 '위안부' 문제는 유엔을 통해 이미 반인도적 범죄로 규정됐다. 일본군 '위안부' 범죄와 관련한 증언 및 토론회 등을 통해 일본의 반인륜적 죄악과 우리 민족에게 가해온 적대행위에 대해 사죄와 배상을 반드시 받아내고 이를 위한 투쟁에서 유엔 등 국제기구, 해외단체들과 폭넓게 연대하겠다. 6.15 공동선언실천 남북위원회 여성들은 또 전쟁을 막고 평화를 실현하며, 6.15 공동 선언과 10.4 선언 이행 등을 위해 노력할 것이다"라고 밝혔다.

### 1000번째 수요시위

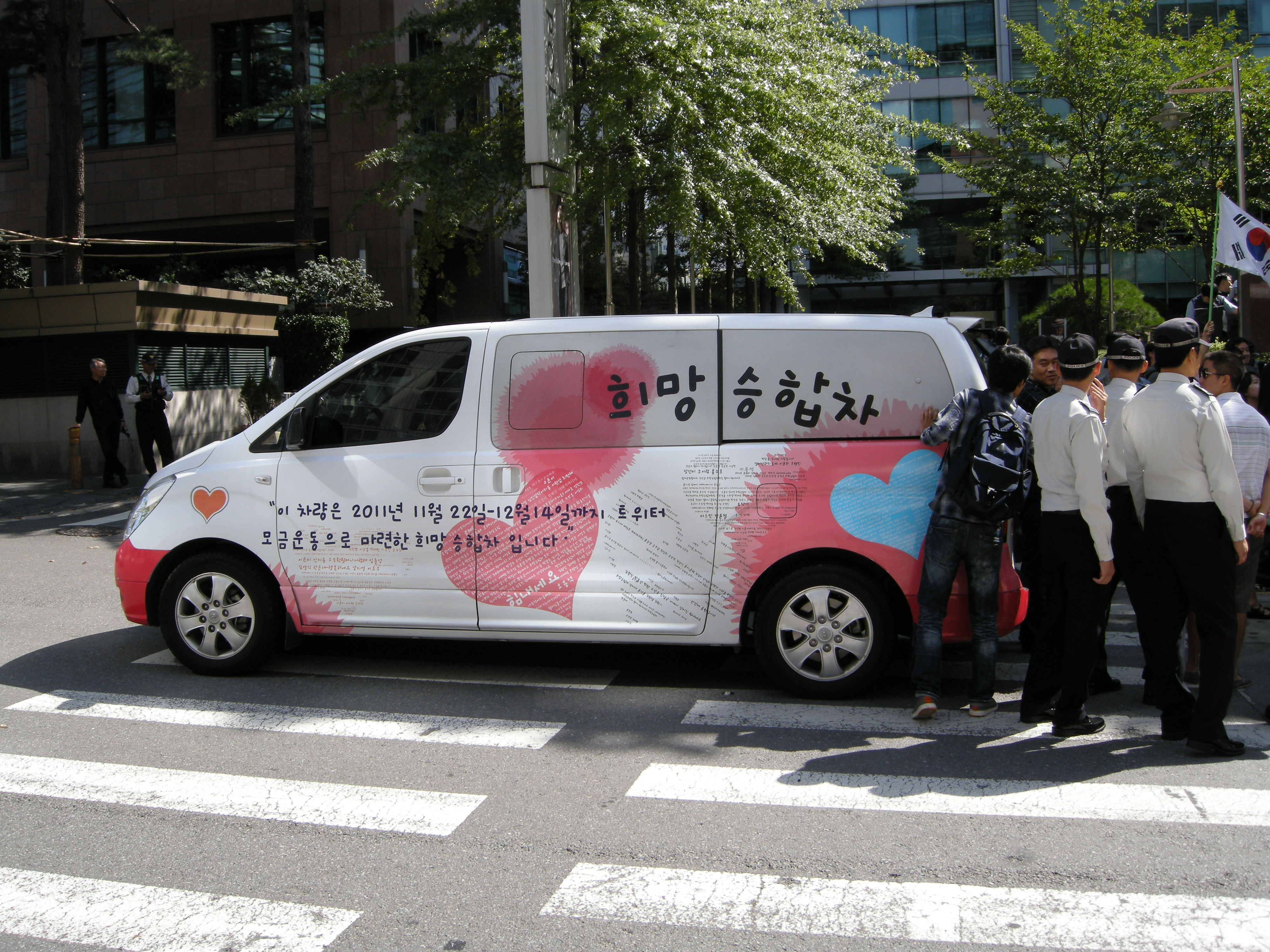
위안부 피해 할머니들의 이동수단인 희망승합차

2011년 12월 14일, 1000번째 수요시위가 있었다. 이 수요시위에는 길원옥, 김복동, 박옥선, 김순옥, 강일출 할머니 등 일본군 '위안부' 피해자 5명과 정대협 구성원 그리고 3000여 명의 시민들이 참여했다. 전 국무총리 한명숙, 한나라당 전 대표 정몽준, 한나라당 소속 국회의원 유정현·김성회, 민주당 최고위원정동영, 민주당 정책위의장 박영선, 민주당 전 원내대표 원혜영, 민주당 소속 국회의원 최영희·이미경·전현희, 민주당 소속 전 국회의원 정봉주, 통합진보당 공동 대표 이정희, 통일문제연구소 소장 백기완, 배우 김여진 등도 집회에 참석했다. 배우 권해효는 사회를 맡았다. 일본 정부의 반발이 있었지만, 일본군 '위안부' 소녀를 형상화한 '평화비' 제막식도 진행되었다. 1000회 수요시위를 기념해 대한민국 내 9개 지역 30개 도시, 세계 8개국 42개 도시 등에서 연대 행동도 이어졌다.

### 프랑스수요시위
2013년 9월 17일(현지시간), 프랑스 엠네스티 사무실에서 정대협 관계자들과 프랑스 여성단체 대표들이 만나 일본군 '위안부' 문제 해결을 위한 연대 방안을 논의했다. 프랑스 여성단체 대표들은 여성단체들의 공동선언을 결정했고, 상·하원 결의 채택을 위한 의원과 정부 로비를 약속했다. 2013년 9월 18일, 프랑스 파리에서 일본군 '위안부' 문제 해결을 위한 첫 수요시위가 열렸다. 일본군 '위안부' 피해자 김복동과 정대협 관계자들은 일본 정부의 사죄와 국제 연대를 촉구했다. 프랑스 여성단체 관계자, 교민, 유학생 등 100여 명이 참가했다. 김복동의 증언에 이어 프랑스 여성단체 대표, 여행 중인 한국 여성, 유학생 등의 지지발언이 있었다. 수요시위는 1992년 이래 일본, 미국, 중화민국, 필리핀, 인도네시아 등에서 열렸으나, 프랑스에서는 처음 개최된 것이었다. 정대협 관계자는 "유럽에서 정작 자유와 투쟁의 역사를 가진 프랑스에서는 활동이 뚜렷하지 않았는데 첫 수요집회를 열게 돼 고무적이다. 유럽에서 '위안부' 문제 해결을 앞당기기 위한 여론을 확산하는 데 역할을 할 것으로 기대한다"라고 말했다.

## 같이 보기
- '위안부'
- 평화의 소녀상
- '위안부' 피해자 목록
- 대한민국의 여성 운동
- 주한 일본 대사관
- 한국정신대문제대책협의회